# Legendary Lou Reed
Legendary Lou Reed je kompilační trojalbum amerického rockového kytaristy a zpěváka Lou Reeda, vydané v roce 2002. Album obsahuje materiál od jeho prvního sólového alba z roku 1972 až do roku 1986.

## Seznam skladeb
Všechny skladby napsal(i) Lou Reed. 
| Legendary Lou Reed | Legendary Lou Reed                 | Legendary Lou Reed |
| Pořadí             | Název                              | Délka              |
| ------------------ | ---------------------------------- | ------------------ |
| 1.                 | Going Down                         |                    |
| 2.                 | I Love You                         |                    |
| 3.                 | Love Makes You Feel                |                    |
| 4.                 | Ocean                              |                    |
| 5.                 | Walk on the Wild Side              |                    |
| 6.                 | Andy’s Chest                       |                    |
| 7.                 | Perfect Day                        |                    |
| 8.                 | Make Up                            |                    |
| 9.                 | Vicious                            |                    |
| 10.                | Lady Day                           |                    |
| 11.                | Caroline Says 1                    |                    |
| 12.                | How Do You Think It Feels          |                    |
| 13.                | Oh Jim                             |                    |
| 14.                | Men of Good Fortune                |                    |
| 15.                | Rock & Roll                        |                    |
| 16.                | Good Taste                         |                    |
| 17.                | Intro Sweet Jane                   |                    |
| 18.                | Kill Your Sons                     |                    |
| 19.                | Billy                              |                    |
| 20.                | Sally Can’t Dance (7 Inch Version) |                    |
| 21.                | Satellite of Love (live)           |                    |
| 22.                | Crazy Feeling                      |                    |
| 23.                | A Gift                             |                    |
| 24.                | Nowhere At All                     |                    |
| 25.                | Nobody’s Business                  |                    |
| 26.                | Coney Island Baby                  |                    |
| 27.                | Underneath the Bottle              |                    |
| 28.                | The Gun                            |                    |
| 29.                | Waves of Fear                      |                    |
| 30.                | The Day John Kennedy Died          |                    |
| 31.                | Legendary Hearts                   |                    |
| 32.                | Home of the Brave                  |                    |
| 33.                | Rooftop Garden                     |                    |
| 34.                | Bottoming Out                      |                    |
| 35.                | Make Up Mind                       |                    |
| 36.                | The Last Shot                      |                    |
| 37.                | Betrayed                           |                    |
| 38.                | Sweet Jane (live)                  |                    |
| 39.                | I'm Waiting for the Man (live)     |                    |
| 40.                | White Light/White Heat (live)      |                    |
| 41.                | I Love You Suzanne                 |                    |
| 42.                | Turn to Me                         |                    |
| 43.                | What Becomes a Legend Most         |                    |
| 44.                | Fly into the Sun                   |                    |
| 45.                | High in the City                   |                    |
| 46.                | New Sensations                     |                    |
| 47.                | Outside                            |                    |
| 48.                | Mistrial                           |                    |
| 49.                | I Remember You                     |                    |
| 50.                | No Money Down                      |                    |